# Guvernul Ion Antonescu (2)
Guvernul General Ion Antonescu (2) a fost un consiliu de miniștri care a guvernat România în perioada 14 septembrie 1940 - 24 ianuarie 1941, în timpul celei de-a doua domnii a regelui Mihai al României. România a fost declarată la 14 septembrie 1940 stat național-legionar, multe instituții ale statului fiind dublate de pendante ale Mișcării legionare conduse de Horia Sima. Guvernul a luat capăt odată cu rebeliunea din ianuarie 1941, tentativă eșuată a legionarilor de a-l înlătura pe Antonescu și a guverna singuri.

## Componența
- Președintele Consiliului de Miniștri

General Ion Antonescu (14 septembrie 1940 - 24 ianuarie 1941)
- Vicepreședintele Consiliului de Miniștri, ministru secretar de stat

Horia Sima (14 septembrie 1940 - 21 ianuarie 1941)
Mihai A. Antonescu (20 - 27 ianuarie 1941)
- Ministrul secretar de stat la Departamentul Afacerilor Străine

Mihail Sturdza (14 septembrie 1940 - 20 ianuarie 1941)
General Ion Antonescu (20 - 27 ianuarie 1941)
- Ministrul secretar de stat la Departamentul Afacerilor Interne

General Constantin Petrovicescu (14 septembrie 1940 - 20 ianuarie 1941)
General Dumitru I. Popescu (20 - 27 ianuarie 1941)
- Ministrul secretar de stat la Departamentul Justiției

Prof. Mihai A. Antonescu (14 septembrie 1940 - 24 ianuarie 1941)
- Ministrul secretar de stat la Departamentul Apărării Naționale

General Ion Antonescu (14 septembrie 1940 - 24 ianuarie 1941)
- Ministrul secretar de stat la Departamentul Economiei Naționale

Prof. Gheorghe N. Leon (14 septembrie - 10 noiembrie 1940)
Mircea Cancicov (10 noiembrie 1940 - 27 ianuarie 1941)
- Ministrul secretar de stat la Departamentul Finanțelor

George Cretzianu (14 septembrie 1940 - 24 ianuarie 1941)
- Ministrul secretar de stat la Departamentul Agriculturii și Domeniilor

Ing. Nicolae Mareș (14 septembrie 1940 - 24 ianuarie 1941)
- Ministrul secretar de stat la Departamentul Lucrărilor Publice și Comunicațiilor

Prof. Pompiliu Nicolau (14 septembrie - 23 octombrie 1940)
Ion Protopopescu (23 octombrie 1940 - 23 ianuarie 1941)
- Ministrul secretar de stat la Departamentul Muncii, Sănătății și Ocrotirilor Sociale

Vasile Iașinschi (14 septembrie 1940 - 21 ianuarie 1941)
- Ministrul secretar de stat la Departamentul Educației Naționale, Cultelor și Artelor

Prof. Traian Brăileanu (14 septembrie 1940 - 21 ianuarie 1941)
- Ministrul secretar de stat al Coordonării și Statului Major Economic

Prof. lt-col. Nicolae Dragomir (14 septembrie 1940 - 24 ianuarie 1941)

## Sursa
- Stelian Neagoe - "Istoria guvernelor României de la începuturi - 1859 până în zilele noastre - 1995" (Ed. Machiavelli, București, 1995)
- Rompres Arhivat în 20 iunie 2010, la Wayback Machine.